# Bad Company (groupe)
Pour les articles homonymes, voir Bad Company.
Bad Company est un supergroupe de hard rock britannique formé en 1973 à Londres par deux anciens membres du groupe Free : le chanteur Paul Rodgers et le batteur Simon Kirke, ainsi que par Mick Ralphs, ex-guitariste de Mott The Hoople et Raymond Boz Burrell, anciennement bassiste et chanteur de King Crimson.

## Carrière
Propulsé par la voix puissante de Rodgers et le jeu très bluesy de Ralphs, Bad Company est le premier groupe à signer chez Swan Song, le label de Led Zeppelin.
Le premier album Bad Company est tout de suite un succès international avec le single Can't Get Enough. Straight Shooter, sorti l'année d'après, est lui aussi un gros succès avec le hit Feel Like Makin' Love, et Run With the Pack, paru en 1976, est le troisième album consécutif de Bad Company à dépasser le million d'exemplaires vendus.
En 1977 sort Burnin' Sky, suivi en 1979 par Desolation Angels, qui traduit la volonté du groupe d'embellir sa musique avec plus de cordes et de synthétiseurs. Le groupe fait ensuite une pause de 3 ans avant la parution de Rough Diamonds qui est le dernier album dans la configuration originale du groupe, puisque le chanteur Paul Rodgers le quitte. À la suite de son départ, Paul forme le groupe The Firm en 1985, avec le guitariste Jimmy Page de Led Zeppelin, Tony Franklin à la basse fretless et aux claviers ainsi que l'ex-batteur de Manfred Mann's Earth Band, Chris Slade. Ils publieront deux albums, The Firm en 1985 et Mean Business en 1986 avant de se dissoudre. Puis en 1991, Paul monte le groupe The Law avec  Kenney Jones, l'ex-batteur des Small Faces et des Faces, avec les guitaristes Jim Barber et John Staehely ainsi que le bassiste Pino Palladino. Ils produisent un album Laying down the law mais les ventes décevantes entrainent la dissolution rapide du groupe à peine un an plus tard.
En 1986 Ralphs et Kirke ressuscitent le groupe et embauchent Brian Howe, l'ancien chanteur de Ted Nugent, pour remplacer Rodgers,,. Le premier essai, Fame and Fortune,, est un fiasco commercial, mais l'album suivant, Dangerous Age (1988),, connaît un peu plus de succès. En 1990, Holy Water fait encore mieux et la ballade If You Needed Somebody entre au Top 20. L'album Here Comes Trouble, sorti en 1992, devient disque de platine et entre au Top 40 avec la chanson How About That.
Pour son vingtième anniversaire, Bad Company s'agrandit avec l'arrivée de Rick Wills à la basse, et de Dave Colwell à la guitare rythmique, on retrouva ce dernier sur l'album Back on track de Humble Pie en 2002,, puis ils sortent un album live, What You Hear Is What You Get: The Best of Bad Company. Suivent deux albums : en 1995 Company of Strangers et en 1996 Stories Told & Untold.
En 1998, la formation initiale se retrouve pour sortir The Original Bad Company Anthology,,,.
Le groupe se reforme temporairement en 2010, pour une tournée commune avec Aerosmith, avec le retour de Paul Rodgers au chant[réf. nécessaire]. Le bassiste du groupe, Raymond Boz Burrell, meurt le 21 septembre 2006 à la suite d'une attaque cardiaque en Espagne à l'âge de 60 ans,,. Par la suite, Rodgers remet la locomotive Bad Company sur les rails avec les deux membres originaux soit Mick Ralphs à la guitare et Simon Kirke à la batterie, ainsi que l'ex guitariste et claviériste de Heart Howard Leese et le bassiste Lynn Sorensen qui a joué auparavant avec Paul Rodgers en solo,. Ainsi formé, Bad Company publie les albums Hard Rock Live en 2010 sous forme de coffret 3 CD,, ainsi que Live at Wembley en 2011. Et en 2013, parait l'album 40th Anniversary Tour aussi sous forme de coffret 3 CD enregistré lors de la tournée célébrant leur 40e anniversaire,,,.

## Discographie

### Albums studios
- Bad Company (1974)
- Straight Shooter (1975)
- Run With the Pack (1976)
- Burnin' Sky (1977)
- Desolation Angels (1979)
- Rough Diamonds (1982)
- Fame and Fortune (1986)
- Dangerous Age (1988)
- Holy Water (1990)
- Here Comes Trouble (1992)
- Company of Strangers (1995)
- Stories Told & Untold (1996)

### Albums live
- What You Hear Is What You Get: The Best of Bad Company Live (1993)
- In Concert : Merchants of Cool (CD/DVD) (2002)
- Live in Albuquerque 1976 (2006)
- Hard Rock Live (2010)
- Live at Wembley (2011)
- Live In The UK 11th April 2010, Wembley Arena - Coffret 3 CD Édition limitée.
- 40th Anniversary Tour (2013) - Lors de leur 40e anniversaire, le groupe sort cet album de 3 CD, incluant un rockumentaire enregistré préalablement à la radio, et vendu lors des concerts de la tournée.
- Live in Concert 1977 & 1979 (2016)

### Compilations
- 10 from 6 (1985)
- The Original Bad Company Anthology (1999) 2 CD
- Bad Company 24k-gold (2006) - Réédition limitée de leur premier album de 1974.
- Extended Versions (2011)
- Rock 'N' Roll Fantasy: The Very Best of Bad Company (2015)
- The Swan Song Years 1974-1982 (2019) (Coffret 6CD : 6 premiers albums remastérisés)

## Vidéographie
- In Concert - Merchants Of Cool (2002)
- Inside Bad Company 1974-1982 DVD (2005)
- Live At Wembley (2010)
- Hard Rock Live (2010) - CD + DVD
- Bad Company – The Band. The Music. The Story. 40th Anniversary Documentary (2013) - Coffret incluant le DVD, un livre de 132 pages avec l'historique complet du groupe et des photos plastifiées rares. En édition limitée.

## Clins d’œil
Dans la quatrième partie de JoJo's Bizarre Adventure, Diamond is Unbreakable, le Stand de l'un des méchants, Keicho Nijimura, est nommé « Bad Company » en référence au groupe. Le copyright appliqué dans les jeux et l'animé le renommeront « Worse Company ».